# N-5
La 
 N-5  (anteriorment
 N-V ), coneguda popularment com a Carretera de Madrid a Portugal per Badajoz, és una carretera nacional pertanyent a la xarxa radial de carreteres espanyoles
El seu itinerari original era el que discorria partint des de Madrid i travessant les províncies de Toledo i Càceres fins a la frontera amb Portugal prop de la ciutat de Badajoz, enllaçant a la frontera de Caia amb les portuguesa 
 N-4 .
Actualment ha estat substituïda la gairebé totalitat del seu traçat per la 
 E-90 /
 A-5 , quedant trams en les localitats que travessava en ser circumval·lades per una variant quan es va realitzar el desdoblament.